# ماجراهای جکی چان (بازی ویدئویی)
ماجراهای جکی چان (به انگلیسی: Jackie Chan Adventures) یک بازی ویدئویی در ژانر اکشن و ماجراجویی است که در سال ۲۰۰۱ برای کنسول‌های پلی استیشن ۲ و گیم بوی ادونس منتشر شد. این بازی برگرفته از سریالی به همین نام است.

## خلاصه داستان
داستان ترکیبی از فصل‌های ۱ و ۲ مجموعه ماجراهای جکی چان است و حول‌محور اهریمن‌های جادوگر می‌چرخد که توسط شندو، اهریمن آتش، رهبری می‌شوند. هشت اهریمن توسط هشت جاودانه چینی با استفاده از جادوی جعبه پان کو به دنیای زیرین اهریمن‌ها تبعید شدند.
در زمان حال، سازمان دست تاریک به رهبری والمونت در حال استفاده از جعبه پان کو برای آزاد کردن اهریمن‌ها بر روی زمین است. اما جکی چان، خواهرزاده‌اش جید چان و عمویش مصمم هستند تا از بازگشت اهریمن‌ها به جهان جلوگیری کنند. قهرمانان، که به تیم جی معروف هستند، همچنین به دنبال دوازده طلسم جادویی نیز می‌گردند.

## بازخوردها
| گردآورنده | امتیاز        | امتیاز      |
| گردآورنده | گیم بوی ادونس | پلی‌استیشن ۲ |
| --------- | ------------- | ----------- |
| متاکریتیک | 75/100        | 75/100      |

| ناشر              | امتیاز        | امتیاز      |
| ناشر              | گیم بوی ادونس | پلی‌استیشن ۲ |
| ----------------- | ------------- | ----------- |
| آل‌گیم             | [ ۶ ]         | ن/م         |
| گیمزمستر          | 75%           | ن/م         |
| گیم‌اسپات          | 8.3/10        | ن/م         |
| گیم‌اسپای          | 83%           | ن/م         |
| گیم‌زون            | 8.2/10        | ن/م         |
| آی‌جی‌ان            | 7/10          | ن/م         |
| نینتندو پاور      | [ ۱۲ ]        | ن/م         |
| اوپی‌ام (بریتانیا) | ن/م           | 3/10        |

این بازی به دلیل گیم پلی متنوع و به خصوص گرافیک کارتونی و بسیار وفادار به سریالش مورد توجه و تحسین منتقدان را برانگیخت. گرافیک نسخه پلی استیشن دو به وسیله تکنیک سایه زنی سل ساخته شد.